# 손대호
손대호(孫大鎬, 1981년 9월 11일 ~ )는 대한민국의 전 축구 선수로서 포지션은 수비형 미드필더였다. 현재 손대호 FC U-15팀 지도를 하고 있다.

## 개요
경상북도 포항시 출생으로 부산상업고등학교를 거쳐 명지대학교를 중퇴하였다. 높이와 강한 압박을 이용한 수비력으로 인하여 '터프가이'라는 별명이 붙었다.

## 클럽 경력
2002년 수원 삼성 블루윙즈에 입단하였고, 2005년 전남 드래곤즈로 옮겼다. 하지만 그 해 김도균와의 맞트레이드로 성남 일화 천마로 다시 이적하여, 2007년 K리그 준우승 등에 공헌하였다. 하지만, 2008년 팀의 성적 부진으로 김학범 감독에서 신태용 감독 체제로 전환되면서 팀 리빌딩의 일환으로 제난 라돈치치와의 맞트레이드로 인천 유나이티드로 이적하였다.
이후 군 복무를 위해 상무 입단을 추진하였으나 날짜 계산 착오로 상무 입단에 실패하고 2010년 공익근무요원 복무를 시작하였다.
2012년 1월 인천 유나이티드로 복귀하였다.

### 국가대표팀 경력
핌 페르베이크 감독에 의해 2007년 6월 2일 네덜란드와의 친선경기에서 데뷔하였고, 2007년 AFC 아시안컵에서 수비형 미드필더로 활약하여 대한민국의 4강 진출에 일조하였다.

## 경력 목록

### 클럽 경력
- 2002년 ~ 2004년  수원 삼성 블루윙즈
- 2005년  전남 드래곤즈
- 2005년 ~ 2008년  성남 일화 천마
- 2009년 ~ 2013년  인천 유나이티드
- 2014년  항저우 뤼청
- 2015년  BEC 테로

### 국가대표팀 경력
- 2007년 AFC 아시안컵 대표

## 수상 내역

### 클럽

#### 수원 삼성 블루윙즈
- K리그 우승 1회 (2004년)
- FA컵 우승 1회 (2002년)
- 아시아 클럽 챔피언십 우승 1회 (2002년)
- 아시아 슈퍼컵 우승 1회 (2002년)

#### 성남 일화 천마
- K리그 우승 1회 (2006년)
- K리그 준우승 1회 (2007년)
- 리그컵 준우승 1회 (2006년)

### 국가 대표팀
- 2007년 AFC 아시안컵 3위